# Ungár Anikó
Ungár Anikó (Budapest, 1949. január 11. –) magyar bűvész, előadóművész.

## Élete
Édesapja is bűvész volt, ő látta meg Anikóban a tehetséget. Gyerekként, 1957-től öt évig Izraelben élt családjával. Anikó tinédzserként már 3 nyelven beszélt. Tanulmányai: Ruhaipari Főiskola, Artistaképző Iskola. Az 1965-ös Ki mit tud?-on tűnt fel 16 évesen. Fellépett többek között Párizsban, Londonban, Las Vegasban, Monte-Carlóban, New Yorkban, Bostonban valamint Milánóban. Párizsban 1973-ban, Bécsben 1976-ban 1. helyezést ért el a Bűvész Világkongresszus női kategóriájában.

### Magánélete
Fia Baronits Gábor (1989. július 6. –) színész, aki a Jóban Rosszban című sorozatban Halász Kristóf szerepét játszotta. Férje Baronits Zsolt (1944. július 11. – 1999. augusztus 3.), a Syrius együttes vezetője, menedzsere és szaxofonosa volt. Második férje Ferenczi Tibor vállalkozó. Korábban több évig élt együtt Vajtó Lajossal.

## Díjai
- A Magyar Köztársasági Érdemrend lovagkeresztje (2003)